# Course de drones
FPV Drone Racing ou Course de drone est un type de sport aérien où les pilotes contrôlent des drones, qui sont équipés de caméras (on parle de Quadrirotor FPV). Ceux-ci montrent en direct ce qu'ils capturent et sont visualisés par les pilotes à travers des écrans, généralement visualisant les trajectoires dans des lunettes FPV (en anglais : First Person View soit vue à la première personne) et non sur des écrans externes bien qu'il y ait des moments où ils le font. Ce sport s'apparente à la course aérienne en ce sens que l'objectif est de terminer un parcours complet le plus rapidement possible en passant par des portes intermédiaires.
Les courses de drones ont commencé en tant que sport amateur en Australie fin 2013. La discipline est notamment intégrée par la Fédération aéronautique internationale (FAI) qui organise des championnats mondiaux ou a été récemment introduit aux jeux mondiaux lors de l'édition de 2022 à Birmingham.

## Technologie
La FPV (ou vue à la première personne) signifie que le pilote ne visualise pas le drone mais est en immersion via la caméra montée sur la pointe de l’appareil. L'image est transmise par ondes radio (généralement de fréquence 2,4 GHz ou 5,8 GHz) à travers des lunettes et le pilote dirige l'engin avec sa télécommande, tout cela étant relié par radio devant avoir une transmission la plus fiable possible avec une vitesse suffisantes pour permettre un contrôle rapide et sûr. Cette technologie est très récente et est constamment améliorée. Les lunettes FPV, dans la gamme du marché, se situent entre 50 € et 500 €, bien que les plus chères offrent des fonctionnalités plus nombreuses et meilleures. Certaines de ces fonctionnalités incluent un large champ de vision (FOV).
Alors que les pilotes ont toujours besoin de lunettes FPV, certaines organisations de drones de course insistent pour que les spectateurs portent également des lunettes FPV pour simplement changer de fréquence. De cette façon, le spectateur peut profiter d'une vue plus large de ce qui se passe réellement à l'intérieur de la course.
N'importe quel drone peut être utilisé dans une course, cependant, les courses FPV auxquelles les ligues participent nécessitent un modèle précis de drones. La Drone Racing League (DRL) fabrique toutes sortes de drones à utiliser dans leurs événements ; les pilotes sont fournis avec des quadricoptères et des sauvegardes.
Les drones de course sont généralement conçu avec quatre moteurs configurés en X. Un modèle de course aura généralement ses quatre moteurs configurés selon un modèle en H conçu pour pousser le drone vers l'avant, pas vers le haut. En raison de leur poids léger et de leurs moteurs électriques à couple élevé , les drones peuvent accélérer et manœuvrer avec une grande vitesse et agilité.
BMW a organisé la demi-finale de la Drone Racing League 2018 dans son musée automobile, le BMW Welt, à Munich, en Allemagne, et a affiché complet.

## Organisation
Sport assez jeune et tendance, il existe différentes organisations à travers le monde qui fournissent diverses réglementations :*
- Fédération Aéronautique Internationale (FAI) – En tant que fédération mondiale des sports aériens, la FAI est responsable de toutes les activités dans le domaine des sports aériens, y compris les courses de drones. Elle organise également la FAI Drone Racing World Cup. Les courses de multicoptères appartiennent à la classe F3U
- European Rotor Sports Association[3] (ERSA) - Association européenne non commerciale qui s'occupe de la diffusion des sports FPV en Europe et organise également la Coupe d'Europe.
- MultiGP[4] - Cette société à but lucratif organise des courses dans le monde entier et est l'un des plus grands organisateurs de courses FPV avec 30 000 membres et 500 chapitres locaux.
- Drone Champions League[5] (DCL) - une entreprise à but lucratif qui organise des courses à divers endroits. En 2018, des courses ont eu lieu en Allemagne (Munich), en Espagne (Madrid), en Chine (Simatai), en Belgique (Bruxelles) et en Suisse (Rapperswil). Les sponsors incluent Breitling, Red Bull, Trilux et d'autres.[10][11]
- Drone Racing League (DRL) - Une société de médias à but lucratif qui organise des courses dans le monde entier dans des lieux de premier plan avec les meilleurs pilotes du monde.